# Imaginary Diseases
Imaginary Diseases je koncertní album od Franka Zappy, nahrané v roce 1972 a vydané v letech 2006 a 2007.

## Seznam skladeb
Všechny skladby napsal Frank Zappa.
1. "Oddients" – 1:13 (Montreal, Kanada, 1972-10-27)
2. "Rollo" – 3:21 (Philadelphia, PA, 1972-11-11, Show 1)
3. "Been to Kansas City in A Minor" – 10:15 (Kansas City, MO, 1972-12-02)
4. "Farther O'Blivion" - 16:02 (?)
5. "D.C. Boogie" – 13:27 (Washington, D.C., 1972-11-11, Show 1)
6. "Imaginary Diseases" – 9:45 (Waterbury, CT, 1972-11-01)
7. "Montreal" – 9:11 (Montreal, Kanada, 1972-10-27)

## Sestava
- Frank Zappa – kytara, zpěv
- Malcolm McNabb – trubka
- Gary Barone – trubka, křídlovka
- Tom Malone – tuba, trubka
- Earl Dumler – dřevěné nástroje
- Glenn Ferris – pozoun
- Bruce Fowler – pozoun
- Tony Duran – slide kytara
- Dave Parlato – baskytara
- Jim Gordon – bicí